# Watzmann
Watzmann je centrální masiv Berchtesgadenských Alp. Nachází se na jihovýchodě Bavorska v národním parku Berchtesgaden u obcí Ramsau a Schönau am Königssee. Známý masiv kulminuje vrcholem Watzmann-Mittelspitze, který je svou výškou 2713 m nejvyšším bodem německé části Berchtesgadenských Alp a zároveň třetí nejvyšší horou Německa (po Zugspitzi a Hochwanneru). Východní stěna Watzmannu je nejvyšší skalní stěnou Východních Alp s převýšením 1800 m.

## Lidová pověst o králi Zlojíři
Na známý pohled z Berchtesgadenu (vpravo Watzmann, 2713 m, vlevo Watzmannfrau, 2307 m, mezi nimi skalní zuby Watzmannkinder) se vztahuje pověst.
V dávných časech zemi vládl krutý král Zlojíř (německy Watzmann). Byl to surový zuřivec, který pil krev z prsou matky, později miloval jen lov. Jeho žena i děti byly vychovány ke zlu. Dnem i nocí se konaly královské hony v polích, lesích i na loukách. Lovci pronásledující zvěř podupali obilí a rozháněli stáda. Jednoho dne král s družinou lovil na lesní pastvině u pastýřovy chaty. Králova psí smečka roztrhala pasteveckého psa, zakousla pastýřovo dítě, prokousla hrdlo pastýřově ženě a nakonec zabila i samotného pastýře. Král Zlojíř se tomu děsivě smál.
Bůh ztratil trpělivost, seslal na Berchtesgadenské Alpy bouři, která vyděsila lovecké psy a ti zardousili krále Zlojíře, královnu i jejich sedm dětí. Jejich krev stékala do údolí a mrtvá těla vrostla do skály. Dodnes stojí zkamenělý král Zlojíř jako horský štít, okolo něj jeho žena a sedm dětí, a hluboko dole se lesknou dvě jezera, do kterých vtekla krev ukrutníků.

## Prvovýstup
Na vrchol poprvé vystoupil 1799 nebo 1800 Valentin Stanič.

## Cesty výstupů
Na vrchol Watzmann je možné vystoupit mnoha horolezeckými cestami. Nejoblíbenější jsou:
- Traverz všech vrcholů po hřebeni (obtížnost 2 UIAA + feráta). Cesta prvovýstupce začíná u chaty Watzmannhaus a končí u Wimbachgrieshütte.
- Berchtesgadenská cesta vede levou částí obrovské východní stěny. Prvovýstup provedli Josef Aschauer a Helmut Schuster 28. září 1947 (obtížnost 3 UIAA)